# 시간을 거꾸로 사는 오토 블룸의 삶과 죽음
《시간을 거꾸로 사는 오토 블룸의 삶과 죽음》(The Death and Life of Otto Bloom)는 오스트레일리아에서 제작된 크리스 존스 감독의 2016년 드라마 영화이다. 자비에르 사무엘 등이 주연으로 출연하였다.
이 영화는 2016년 7월 28일 제65회 멜버른 국제영화제에서 초연되었다.

## 출연

### 주연
- 자비에르 사무엘
- 레이첼 워드
- 마틸다 브라운
- 로즈 라일리

### 조연
- 테리 카밀레리
- 엠버 클레이튼
- 야첵 코먼
- 타일러 코핀
- 존 가든
- 리처드 코손